# Liste der National Historic Landmarks in Boston
Die Liste der National Historic Landmarks in Boston enthält alle Bauwerke und sonstigen Objekte, die auf dem Stadtgebiet von Boston als National Historic Landmark im National Register of Historic Places eingetragen sind. Die Liste ist integraler Bestandteil der Liste der National Historic Landmarks in Massachusetts.

## Legende
| NHL  | Historic Landmark          |
| NHLD | Historic Landmark District |

## National Historic Landmarks
| [ 1 ] | Name                                                 | Bild                                      | Eintragsdatum                                    | Lage                                                  | Ort    | Beschreibung |
| ----- | ---------------------------------------------------- | ----------------------------------------- | ------------------------------------------------ | ----------------------------------------------------- | ------ | --- |
| 1     | African Meeting House                                | weitere Bilder                            | 30. Mai 1974 ID-Nr. 71000087                     | Beacon Hill 42° 21′ 35,6″ N, 71° 3′ 55,8″ W           | Boston | Auch bekannt als First African Baptist Church und das älteste noch bestehende afroamerikanische Kirchengebäude der USA. |
| 2     | Nathan Appleton Residence                            | weitere Bilder                            | 22. Dez. 1977 ID-Nr. 77001541                    | Beacon Hill 42° 21′ 24,8″ N, 71° 3′ 58,7″ W           | Boston | Wohnhaus des Textilunternehmers Nathan Appleton. Sein Schwiegersohn war Henry Wadsworth Longfellow. |
| 3     | Arnold Arboretum                                     | weitere Bilder                            | 12. Jan. 1965 ID-Nr. 66000127                    | Jamaica Plain 42° 17′ 52,1″ N, 71° 7′ 22,1″ W         | Boston | Das 1872 gegründete und von Frederick Law Olmsted entworfene Arboretum wird von der Harvard University betrieben. |
| 4     | Frederick Ayer Mansion                               | weitere Bilder                            | 5. Apr. 2005 ID-Nr. 05000459                     | Back Bay 42° 20′ 57,5″ N, 71° 5′ 25,1″ W              | Boston | Wohnhaus des Textilfabrikanten Frederick Ayer mit einer von Louis Comfort Tiffany entworfenen Innenausstattung. |
| 5     | Beacon Hill Historic District                        | weitere Bilder                            | 29. Dez. 1962 ID-Nr. 66000130                    | 42° 21′ 29,9″ N, 71° 3′ 58″ W                         | Boston | In diesem Stadtteil stehen viele von Charles Bulfinch entworfene Gebäude. |
| 6     | Boston Athenæum                                      | weitere Bilder                            | 21. Dez. 1965 ID-Nr. 66000132                    | Beacon Hill 42° 21′ 29,5″ N, 71° 3′ 43,2″ W           | Boston | In diesem von Edward Clarke Cabot entworfenen Gebäude befindet sich eine der ältesten und zugleich größten Privatbibliotheken der USA. |
| 7     | Boston Common                                        | weitere Bilder                            | 27. Feb. 1987 ID-Nr. 72000144 87000760, 72000144 | Beacon Hill 42° 21′ 18″ N, 71° 3′ 56,2″ W             | Boston | Der 1634 eröffnete öffentliche Park ist der älteste der Vereinigten Staaten. |
| 8     | Boston Light                                         | weitere Bilder                            | 29. Jan. 1964 ID-Nr. 66000133                    | Little Brewster Island 42° 19′ 40,4″ N, 70° 53′ 24″ W | Boston | Ältester Leuchtturm in Nordamerika. |
| 9     | Boston Naval Shipyard                                | weitere Bilder                            | 13. Nov. 1966 ID-Nr. 66000134                    | Charlestown 42° 22′ 25,7″ N, 71° 3′ 23,4″ W           | Boston | Im heutigen Museum liegen die als National Historic Landmark eingetragenen Schiffe Constitution und Cassin Young. |
| 10    | Boston Public Garden                                 | weitere Bilder                            | 27. Feb. 1987 ID-Nr. 72000144 87000761, 72000144 | Back Bay 42° 21′ 14,8″ N, 71° 4′ 11,6″ W              | Boston | In den 1860er Jahren als erster öffentlicher Botanischer Garten der USA eröffnet. |
| 11    | McKim Building der Boston Public Library             | weitere Bilder                            | 24. Feb. 1986 ID-Nr. 73000317                    | Back Bay 42° 20′ 58,6″ N, 71° 4′ 39,4″ W              | Boston | In den 1880er Jahren nach Entwürfen von Charles Follen McKim errichtet. Enthält Wandmalereien von John Singer Sargent. |
| 12    | Brook Farm                                           | weitere Bilder                            | 23. Juli 1965 ID-Nr. 66000141                    | West Roxbury 42° 17′ 29″ N, 71° 10′ 26,8″ W           | Boston | Experimentelle, utopische Gemeinschaft auf der Basis von Transzendentalismus und Unitarismus. |
| 13    | Bunker Hill Monument                                 | weitere Bilder                            | 20. Jan. 1961 ID-Nr. 66000138                    | Charlestown 42° 22′ 34,7″ N, 71° 3′ 38,9″ W           | Boston | Das Denkmal erinnert auf dem Breed’s Hill an die Schlacht von Bunker Hill im Jahr 1775. |
| 14    | USS Cassin Young (Zerstörer)                         | weitere Bilder                            | 14. Jan. 1986 ID-Nr. 86000084                    | Boston Navy Yard 42° 22′ 19,9″ N, 71° 3′ 16,2″ W      | Boston | Ehemaliges, im Zweiten Weltkrieg gebautes Schiff der Fletcher-Klasse, das unter anderem in der Schlacht um Leyte und in der Schlacht um Okinawa zum Einsatz kam. Es wurde sieben Mal mit dem Service Star und einmal mit der Navy Unit Commendation ausgezeichnet.                 |
| 15    | Central Congregational Church                        | weitere Bilder                            | 16. Okt. 2012 ID-Nr. 12001012                    | Back Bay 42° 21′ 7,6″ N, 71° 4′ 26,8″ W               | Boston | Die Kirche verfügt über die umfangreichste noch intakte Inneneinrichtung von Louis Comfort Tiffany. |
| 16    | USS Constitution (Fregatte)                          | weitere Bilder                            | 19. Dez. 1960 ID-Nr. 66000789                    | Boston Navy Yard 42° 22′ 19,6″ N, 71° 3′ 20,2″ W      | Boston | Mit ihrem Baujahr 1797 ist sie das älteste noch schwimmende Militärschiff der Welt. |
| 17    | Ether Dome, Massachusetts General Hospital           | weitere Bilder                            | 12. Jan. 1965 ID-Nr. 66000366                    | West End 42° 21′ 48,6″ N, 71° 4′ 4,4″ W               | Boston | Von 1821 bis 1867 Operationssaal des Massachusetts General Hospital und Schauplatz der weltweit ersten Anwendung von Diethylether zur Anästhesie. |
| 18    | Faneuil Hall                                         | weitere Bilder                            | 9. Okt. 1960 ID-Nr. 66000368                     | Financial District 42° 21′ 36,4″ N, 71° 3′ 22,7″ W    | Boston | Nach dem Hugenotten-Kaufmann Peter Faneuil benanntes Gebäude, das in den 1760er Jahren nach einem Brand neu errichtet und im 19. Jahrhundert von Charles Bulfinch erweitert wurde. Während der Amerikanischen Revolution war es Schauplatz vieler öffentlicher Treffen.            |
| 19    | Fenway Studios                                       |                                           | 5. Aug. 1998 ID-Nr. 78000473                     | Fenway–Kenmore 42° 20′ 51″ N, 71° 5′ 23,3″ W          | Boston | Anfang des 20. Jahrhunderts als Studiogebäude für Künstler im Stil des Arts and Crafts Movement errichtet. |
| 20    | First Harrison Gray Otis House                       | weitere Bilder                            | 30. Dez. 1970 ID-Nr. 70000539                    | West End 42° 21′ 40,3″ N, 71° 3′ 52,6″ W              | Boston | Für Harrison Gray Otis errichtetes Wohnhaus nach den Entwürfen von Charles Bulfinch. |
| 21    | Fort Warren                                          | weitere Bilder                            | 22. Mai 1970 ID-Nr. 70000540                     | Georges Island 42° 19′ 12,7″ N, 70° 55′ 39,4″ W       | Boston | Befestigungsanlage aus dem 19. Jahrhundert im Boston Harbor. Das Bauwerk wurde nach Joseph Warren benannt, der in der Schlacht von Bunker Hill fiel. |
| 22    | William Lloyd Garrison House                         | William Lloyd Garrison House              | 23. Juni 1965 ID-Nr. 66000653                    | Roxbury 42° 19′ 32,9″ N, 71° 5′ 35,5″ W               | Boston | Wohnhaus des Abolitionisten William Lloyd Garrison. |
| 23    | Gibson House                                         | weitere Bilder                            | 7. Aug. 2001 ID-Nr. 01001048                     | Back Bay 42° 21′ 17,6″ N, 71° 4′ 28,2″ W              | Boston | Von Edward Clarke Cabot entworfenes viktorianisches Reihenhaus und heutiges Museum. |
| 24    | Chester Harding House                                | weitere Bilder                            | 21. Dez. 1965 ID-Nr. 66000764                    | Beacon Hill 42° 21′ 28,8″ N, 71° 3′ 45″ W             | Boston | Wohnhaus des Malers Chester Harding. |
| 25    | Harvard Stadium                                      | weitere Bilder                            | 27. Feb. 1987 ID-Nr. 87000757                    | Allston 42° 21′ 59″ N, 71° 7′ 37,9″ W                 | Boston | Das 1903 errichtete Stadion war zu diesem Zeitpunkt das größte Bauwerk aus Stahlbeton. |
| 26    | Samuel Gridley and Julia Ward Howe House             | Samuel Gridley and Julia Ward Howe House  | 30. Mai 1974 ID-Nr. 74002044                     | Beacon Hill 42° 21′ 27,7″ N, 71° 4′ 0,5″ W            | Boston | Wohnhaus der Abolitionisten Julia Ward Howe und Samuel Gridley Howe, entworfen von Charles Bulfinch. |
| 27    | King’s Chapel                                        | weitere Bilder                            | 9. Okt. 1960 ID-Nr. 74002045                     | Financial District 42° 21′ 28,8″ N, 71° 3′ 37,4″ W    | Boston | Am Standort einer ehemaligen anglikanischen Kirche errichtetes unitarisches Gebäude. |
| 28    | Lightship No. 112, Nantucket                         | weitere Bilder                            | 20. Dez. 1989 ID-Nr. 89002464                    | East Boston 42° 21′ 40,3″ N, 71° 2′ 7,1″ W            | Boston | Das größte jemals gebaute Feuerschiff. |
| 29    | Long Wharf and Custom House Block                    | weitere Bilder                            | 13. Nov. 1966 ID-Nr. 66000768                    | 42° 21′ 37,1″ N, 71° 2′ 55,3″ W                       | Boston | Anfang des 18. Jahrhunderts errichteter Kai, der lange Zeit der kommerziell bedeutendste in den britischen Kolonien war. |
| 30    | Bulfinch Building des Massachusetts General Hospital | weitere Bilder                            | 30. Dez. 1970 ID-Nr. 70000682                    | West End 42° 21′ 48,6″ N, 71° 4′ 3,4″ W               | Boston | Das Originalgebäude wurde von Charles Bulfinch entworfen. |
| 31    | Massachusetts Historical Society Building            | Massachusetts Historical Society Building | 21. Dez. 1965 ID-Nr. 66000770                    | Fenway–Kenmore 42° 20′ 48,1″ N, 71° 5′ 24″ W          | Boston | Das 1899 errichtete Gebäude beheimatet heute die Massachusetts Historical Society. |
| 32    | Massachusetts State House                            | weitere Bilder                            | 19. Dez. 1960 ID-Nr. 66000771                    | Beacon Hill 42° 21′ 30,2″ N, 71° 3′ 50,4″ W           | Boston | Der Sitz des State Capitol wurde in den 1790er Jahren nach Plänen von Charles Bulfinch errichtet und in den 1890er Jahren durch Charles Brigham umfangreich erweitert. Die ursprünglich mit von Paul Revere geliefertem Kupfer verkleidete Kuppel ist heute mit Blattgold bedeckt. |
| 33    | William C. Nell Residence                            | 100 px                                    | 11. Mai 1976 ID-Nr. 76001979                     | Beacon Hill 42° 21′ 36,4″ N, 71° 3′ 55,4″ W           | Boston | Wohnhaus des Abolitionisten William Cooper Nell. |
| 34    | New England Conservatory of Music                    | weitere Bilder                            | 19. Apr. 1994 ID-Nr. 80000672                    | Fenway–Kenmore 42° 20′ 28,7″ N, 71° 5′ 12,1″ W        | Boston | Die Jordan Hall wurde 1903 errichtet und ist bekannt für ihre exzellente Akustik. Der NRHP-Eintrag trägt allerdings den Namen des Konservatoriums. |
| 35    | Dimock Community Health Center Complex               | weitere Bilder                            | 17. Juli 1991 ID-Nr. 85000317                    | Roxbury 42° 19′ 10,9″ N, 71° 5′ 51,4″ W               | Boston | Das 1872 eröffnete Gebäude wurde von Charles Amos Cummings und Willard T. Sears entworfen. Es war das erste öffentliche Krankenhaus in Neuengland, das von weiblichen Ärzten betrieben wurde.                                                                                      |
| 36    | Old City Hall (Boston)                               | weitere Bilder                            | 30. Dez. 1970 ID-Nr. 70000687                    | Financial District 42° 21′ 28,8″ N, 71° 3′ 33,5″ W    | Boston | Eines der ersten in den USA im Stil des Second Empire errichteten Gebäude. Das von Gridley James Fox Bryant und Arthur Gilman entworfene Bauwerk diente von 1865 bis 1969 als Rathaus der Stadt Boston.                                                                            |
| 37    | Old North Church                                     | weitere Bilder                            | 20. Jan. 1961 ID-Nr. 66000776                    | North End 42° 21′ 59,4″ N, 71° 3′ 16,6″ W             | Boston | Die 1723 errichtete Kirche spielte eine zentrale Rolle im Vorfeld der Gefechte von Lexington und Concord. |
| 38    | Old South Church in Boston                           | weitere Bilder                            | 30. Dez. 1970 ID-Nr. 70000690                    | Back Bay 42° 21′ 0″ N, 71° 4′ 39,7″ W                 | Boston | 1873 nach Entwürfen von Charles Amos Cummings und Willard T. Sears erbaut. |
| 39    | Old South Meeting House                              | weitere Bilder                            | 9. Okt. 1960 ID-Nr. 66000778                     | Downtown Crossing 42° 21′ 25,2″ N, 71° 3′ 31,3″ W     | Boston | In diesem 1729 errichteten Kirchengebäude wurde am 16. Dezember 1773 die Boston Tea Party vorbereitet. |
| 40    | Old State House                                      | weitere Bilder                            | 9. Okt. 1960 ID-Nr. 66000779                     | Downtown Crossing 42° 21′ 31,3″ N, 71° 3′ 26,6″ W     | Boston | Das 1712 errichtete Gebäude diente bis 1798 als Sitz der bundesstaatlichen Regierung. Am 5. März 1770 ereignete sich auf dem Vorplatz das Massaker von Boston. |
| 41    | Old West Church                                      | weitere Bilder                            | 30. Dez. 1970 ID-Nr. 70000691                    | West End 42° 21′ 40,7″ N, 71° 3′ 51,1″ W              | Boston | 1837 nach den Entwürfen von Asher Benjamin errichtetes Kirchengebäude, in dem unter anderem auch Jonathan Mayhew predigte. |
| 42    | Francis Parkman House                                | Francis Parkman House                     | 29. Dez. 1962 ID-Nr. 66000782                    | Beacon Hill 42° 21′ 26,3″ N, 71° 4′ 7″ W              | Boston | Wohnhaus des Historikers Francis Parkman. |
| 43    | Pierce-Hichborn House                                | Pierce-Hichborn House                     | 18. Okt. 1968 ID-Nr. 68000042                    | North End 42° 21′ 49″ N, 71° 3′ 13″ W                 | Boston | Nachbargebäude des Paul Revere House im Eigentum der Paul Revere Memorial Association. |
| 44    | William H. Prescott House                            | William H. Prescott House                 | 29. Dez. 1964 ID-Nr. 66000765                    | Beacon Hill 42° 21′ 23,8″ N, 71° 4′ 5,9″ W            | Boston | Das 1808 nach Plänen von Asher Benjamin errichtete Gebäude diente als Wohnhaus des blinden Historikers William H. Prescott. |
| 45    | Quincy Market                                        | weitere Bilder                            | 13. Nov. 1966 ID-Nr. 66000784                    | Financial District 42° 21′ 36,7″ N, 71° 3′ 18″ W      | Boston | Nach dem Bostoner Bürgermeister Josiah Quincy benanntes Gebäude aus dem frühen 19. Jahrhundert. |
| 46    | Paul Revere House                                    | weitere Bilder                            | 20. Jan. 1961 ID-Nr. 66000785                    | North End 42° 21′ 49,7″ N, 71° 3′ 13″ W               | Boston | Das älteste noch existente Haus in Boston war das Wohnhaus von Paul Revere und ist heute ein Museum am Freedom Trail. |
| 47    | Ellen Swallow Richards Residence                     | weitere Bilder                            | 31. März 1992 ID-Nr. 92001874                    | Jamaica Plain 42° 18′ 42,1″ N, 71° 7′ 3″ W            | Boston | Wohnhaus von Ellen Swallow Richards, die als erste Frau einen Abschluss am Massachusetts Institute of Technology erhielt. |
| 48    | ROSEWAY                                              | weitere Bilder                            | 25. Sep. 1997 ID-Nr. 97001278                    | Boston Harbor 42° 21′ 17,6″ N, 71° 2′ 37,7″ W         | Boston | Am 24. November 1925 in Dienst gestellter Gaffelschoner, der vorwiegend für Bootsrennen genutzt wurde. |
| 49    | St. Paul’s Cathedral                                 | weitere Bilder                            | 30. Dez. 1970 ID-Nr. 70000730                    | Beacon Hill 42° 21′ 21,2″ N, 71° 3′ 45,4″ W           | Boston | Das Kirchengebäude wurde 1819 im Stil des Greek Revival errichtet und gehört heute zur Episcopal Diocese of Massachusetts. |
| 50    | David Sears House                                    | weitere Bilder                            | 30. Dez. 1970 ID-Nr. 70000731                    | Beacon Hill 42° 21′ 24,5″ N, 71° 4′ 0,1″ W            | Boston | Das 1816 errichtete Gebäude wurde nach seinem ersten Eigentümer David Sears benannt. |
| 51    | Shirley-Eustis House                                 | weitere Bilder                            | 9. Okt. 1960 ID-Nr. 66000787                     | Roxbury 42° 19′ 25″ N, 71° 4′ 19,2″ W                 | Boston | In den 1740er Jahren vom Kolonialgouverneur William Shirley errichtet, später auch Wohnhaus des Gouverneurs William Eustis. |
| 52    | Charles Sumner House                                 | weitere Bilder                            | 7. Nov. 1973 ID-Nr. 73001953                     | Beacon Hill 42° 21′ 37,4″ N, 71° 3′ 51,8″ W           | Boston | 1851 errichtetes Wohnhaus des Senators und Abolitionisten Charles Sumner. |
| 53    | Symphony Hall                                        | weitere Bilder                            | 20. Jan. 1999 ID-Nr. 99000633                    | Fenway–Kenmore 42° 20′ 33,4″ N, 71° 5′ 8,9″ W         | Boston | Seit 1900 Heimat des Boston Symphony Orchestra. Erbaut nach Entwürfen von McKim, Mead, and White. |
| 54    | Tremont Street Subway                                | Tremont Street Subway                     | 29. Jan. 1964 ID-Nr. 66000788                    | Financial District 42° 21′ 16,9″ N, 71° 3′ 50,4″ W    | Boston | Ältester U-Bahn-Tunnel in Nordamerika. |
| 55    | Trinity Church                                       | weitere Bilder                            | 30. Dez. 1970 ID-Nr. 70000733                    | Back Bay 42° 21′ 0,4″ N, 71° 4′ 28,6″ W               | Boston | Das in den 1870er Jahren nach Entwürfen von Henry Hobson Richardson errichtete Kirchengebäude ist das erste Bauwerk im heute als Richardsonian Romanesque bekannten Baustil. |
| 56    | William Monroe Trotter House                         | weitere Bilder                            | 11. Mai 1976 ID-Nr. 76002003                     | Dorchester 42° 18′ 45,7″ N, 71° 3′ 44,6″ W            | Boston | Wohnhaus des afroamerikanischen Journalisten William Monroe Trotter. |
| 57    | Union Oyster House                                   | weitere Bilder                            | 27. Mai 2003 ID-Nr. 03000645                     | Financial District 42° 21′ 40,3″ N, 71° 3′ 24,8″ W    | Boston | Das älteste noch in Betrieb befindliche Restaurant der Vereinigten Staaten wurde 1826 eröffnet; das Gebäude selbst wurde zu Beginn des 18. Jahrhunderts errichtet. |